# Epirhyssa corralesi
Epirhyssa corralesi là một loài tò vò trong họ Ichneumonidae.